# Stade des Ponts-Jumeaux
Le stade des Ponts-Jumeaux (ou le Wallon) est un ancien stade de rugby à XV où le Stade toulousain a joué à domicile de 1907 à 1980. Le stade était situé à Toulouse près des Ponts-Jumeaux.

## Histoire
Le Stade des Ponts-Jumeaux est inauguré le 24 novembre 1907, il est plus tard appelé le Wallon, en référence à Ernest Wallon, président du Stade olympien des étudiants de Toulouse (SOET) et professeur de droit de la faculté de Toulouse, au début du XXe siècle, qui participe au projet. L'association « Les amis du Stade toulousain », qui a financé sa construction, en était propriétaire. Ses deux tribunes ont été rénovées en 1920. 
C'est le terrain du Stade toulousain lors de leurs rencontres à domicile, et c'est également le théâtre de dix-sept finales du Championnat de France de rugby à XV entre 1909 et 1950. 

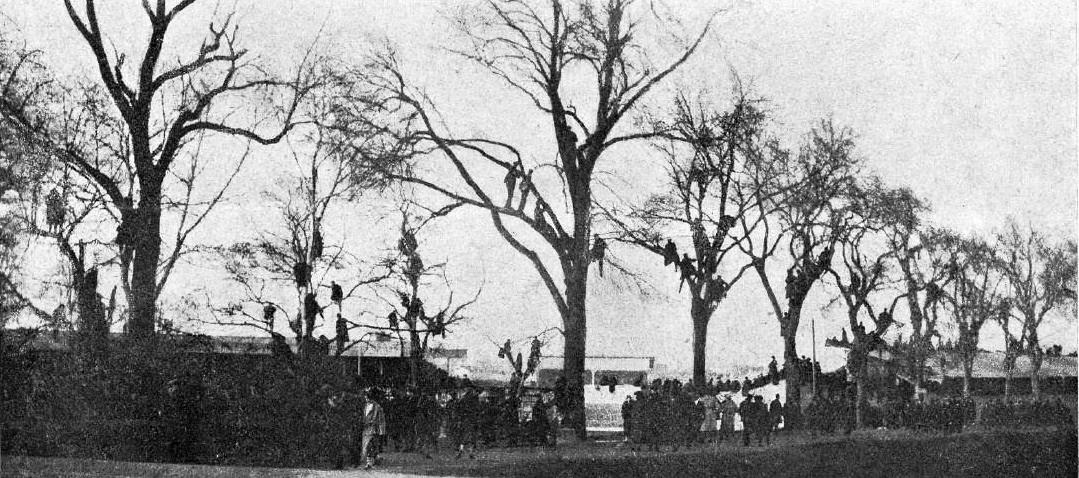
Spectateurs dans les arbres lors du match France Nouvelle-Zélande en 1925.

Le 18 janvier 1925, l'équipe de France y accueille les Néo-zélandais lors de leur deuxième tournée dans l'hémisphère nord (défaite 30 à 6).
En 1980, il est mis en expropriation à la suite de la construction de la rocade toulousaine. Il est alors assez vétuste, bien que familier aux supporters, joueurs et dirigeants du Stade toulousain.
Le 30 mars 1980, lors du dernier match de poule, le Stade toulousain joue pour la dernière fois au stade des Ponts-Jumeaux. Les Toulousains l'emportent 29 à 11 contre Aurillac avec des essais de Harize, Santos, Bentaboulet à deux reprises; c'est Bentaboulet qui marque le dernier essai et Serge Gabernet en transformant, inscrit les derniers points entre les poteaux les plus hauts du monde. Les poteaux, sciés à la base pour être transférés au nouveau stade en 1980, ne font plus 22,50 mètres mais 21,35 m. L'équipe qui joue ce dernier match aux Ponts-Jumeaux est composé ainsi: Christian Breseghello, Patrick Bentaboulet, Serge Laïrle; Michel Coutin, Jean-Jacques Santos; Jean-Pierre Rives, Jean-Claude Skrela, Roger Viel; Gérald Martinez (m); Jean-Michel Rancoule (o); Guy Novès, Thierry Merlos, Marcel Salsé, Dominique Harize; Serge Gabernet.
Dès 1978, un nouveau stade est élevé sur le pré des Sept Deniers, donné par la ville en échange des installations des Pont-Jumeaux. Il deviendra le Stade Ernest-Wallon où le Stade toulousain joue actuellement ses matchs à domicile.

## Vues du stade

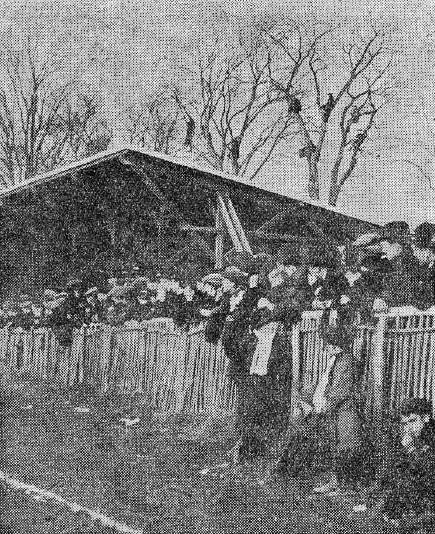
1914, les places "populaires" (...ainsi que dans les arbres);
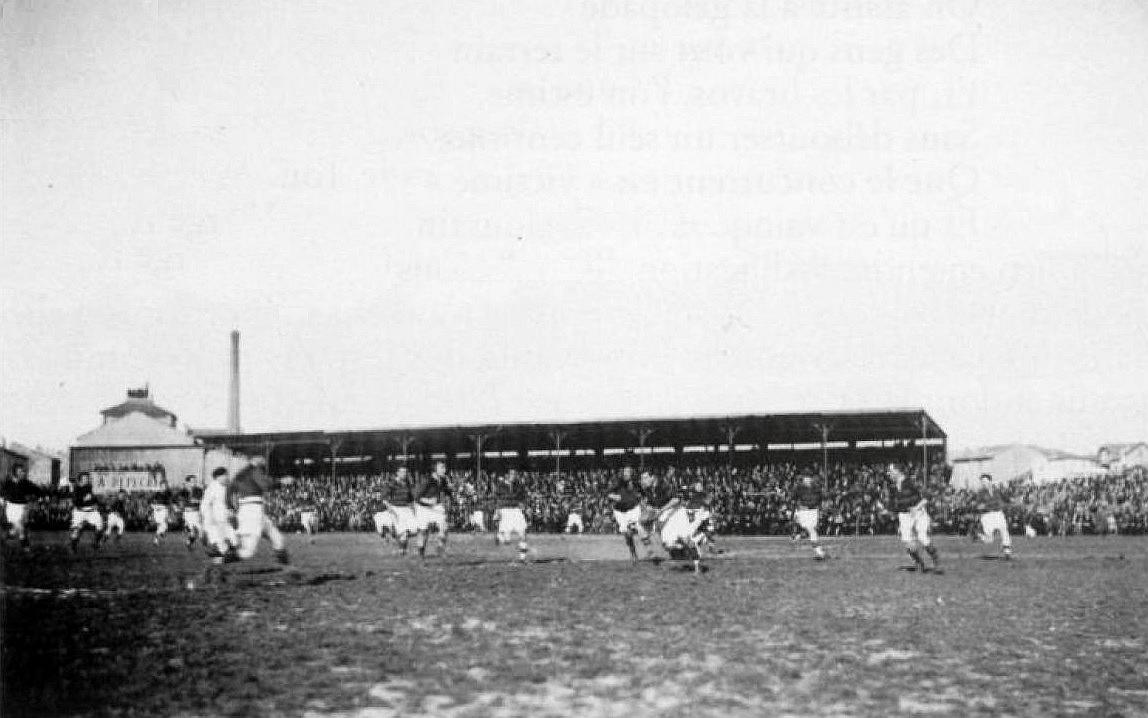
1919, la tribune d'honneur du stade avant réfection;
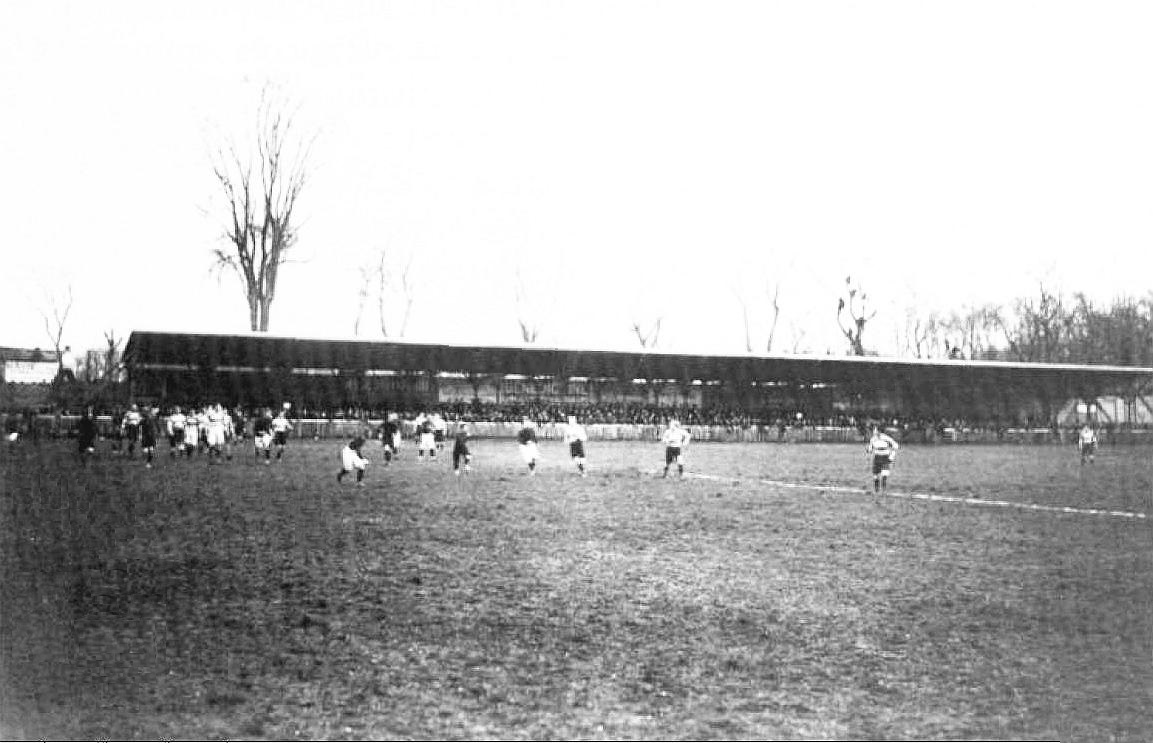
1919, la tribune "populaire" du stade avant réfection (côté canal latéral);
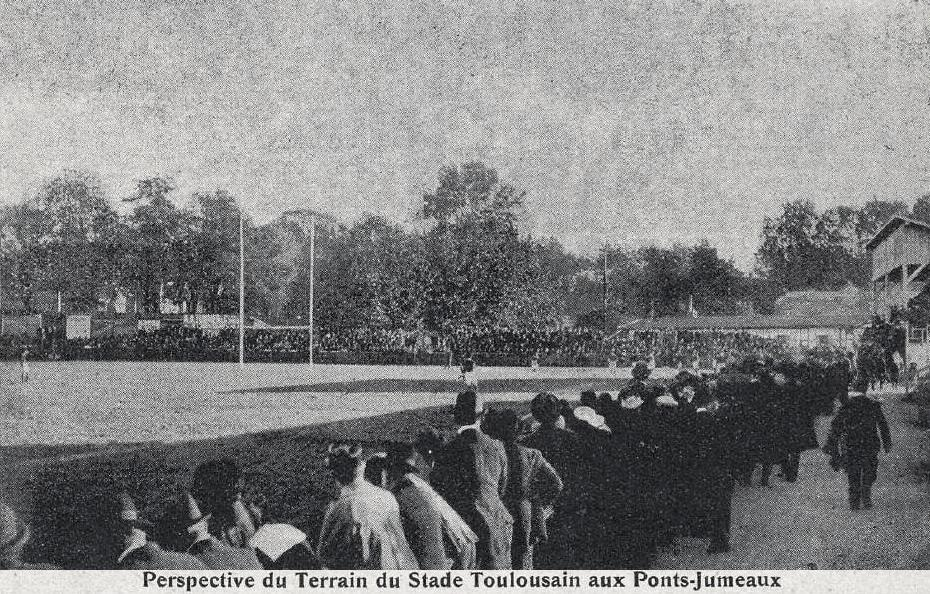
1920, perspective du terrain;
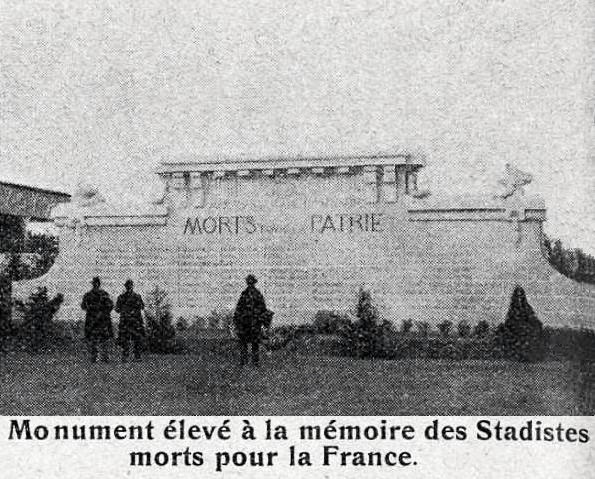
1920, le Monument élevé à la mémoire des Stadistes morts pour la France;
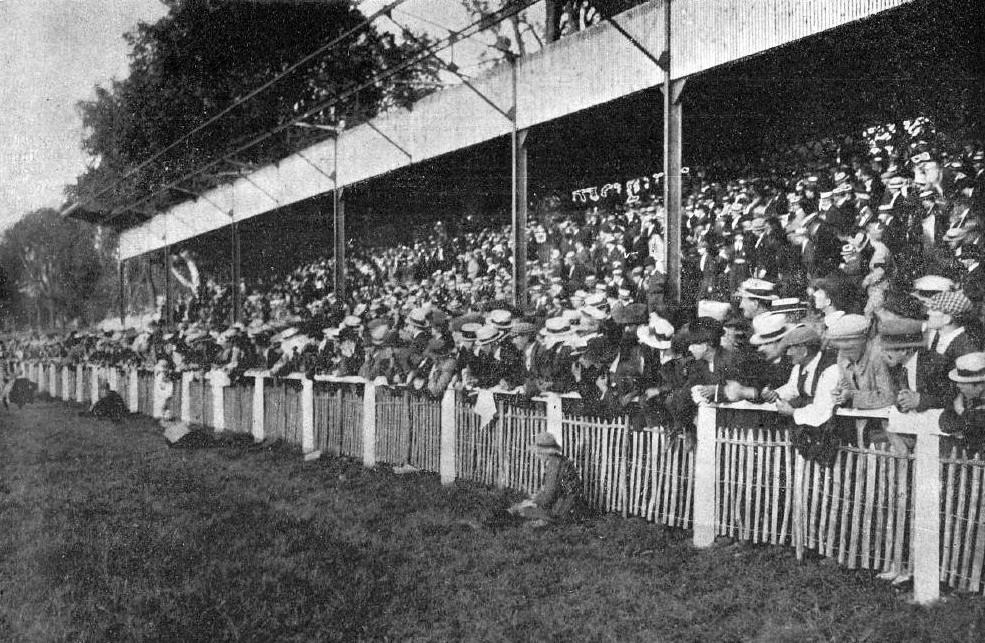
1921 (octobre) inauguration des nouveaux aménagements, en accueillant Bayonne;
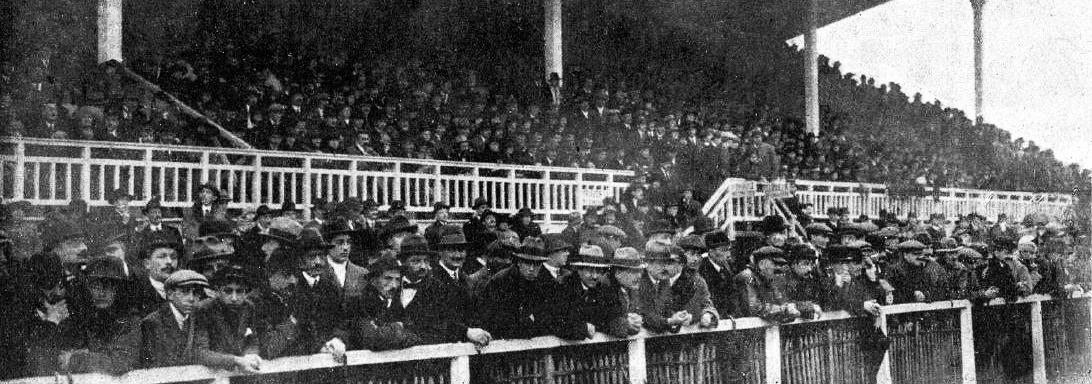
1921 (décembre), accueil du T.O.E.C., en championnat des Pyrénées;
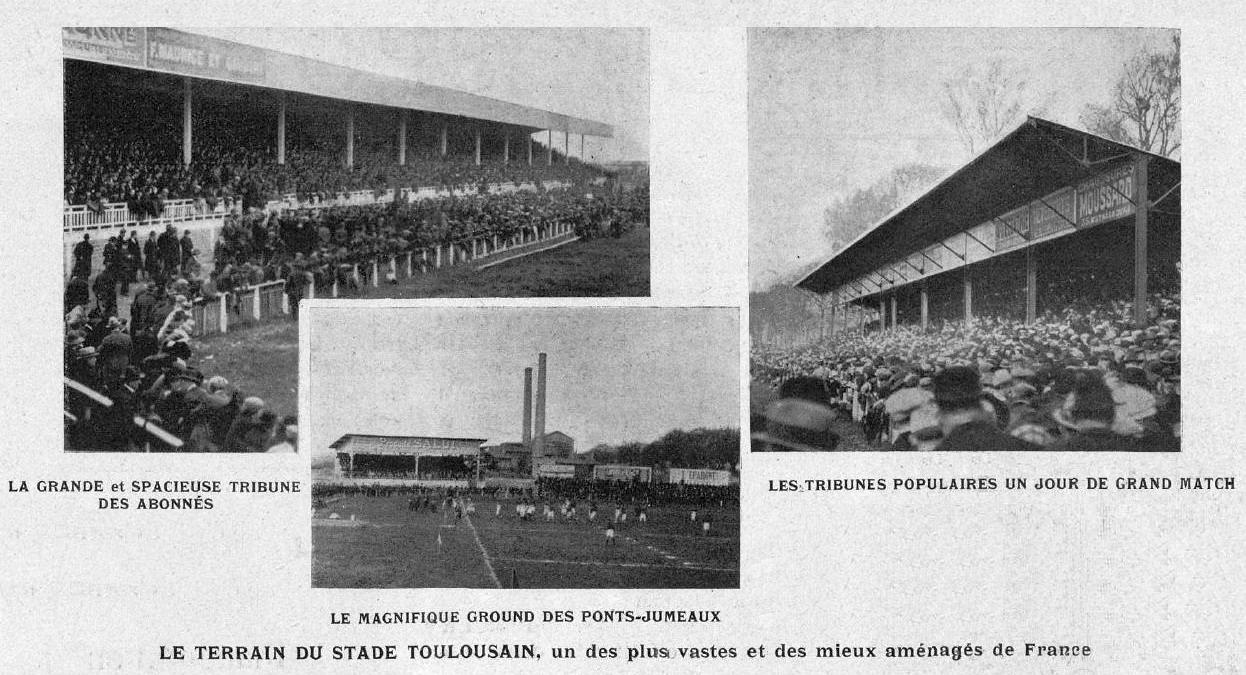
1922, divers aspects du stade;
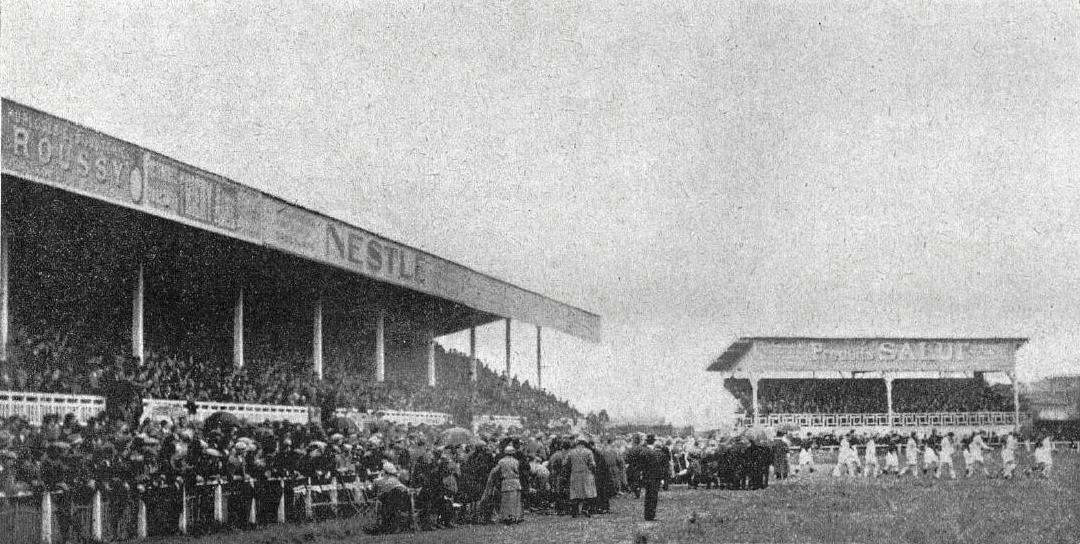
1923, deux des tribunes du stade;
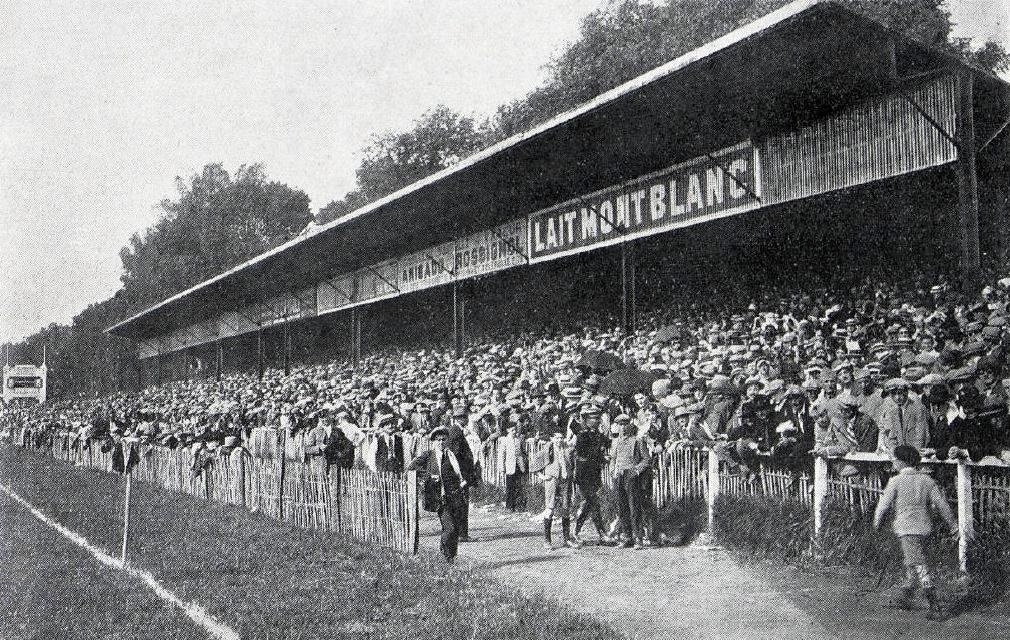
1927, tribunes du Stade, en juin pour la finale Stade toulousain - Stade français (le coin des populaires);
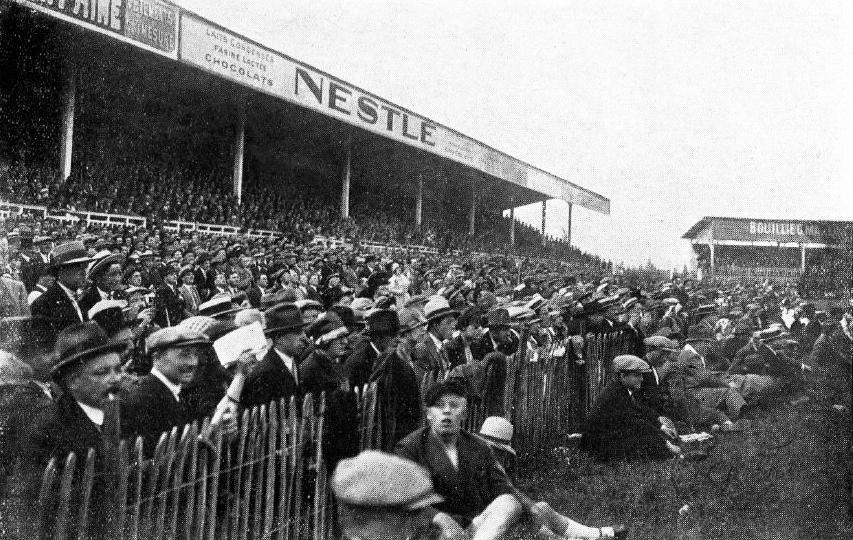
1927, tribunes du Stade, en juin pour la finale Stade toulousain - Stade français;
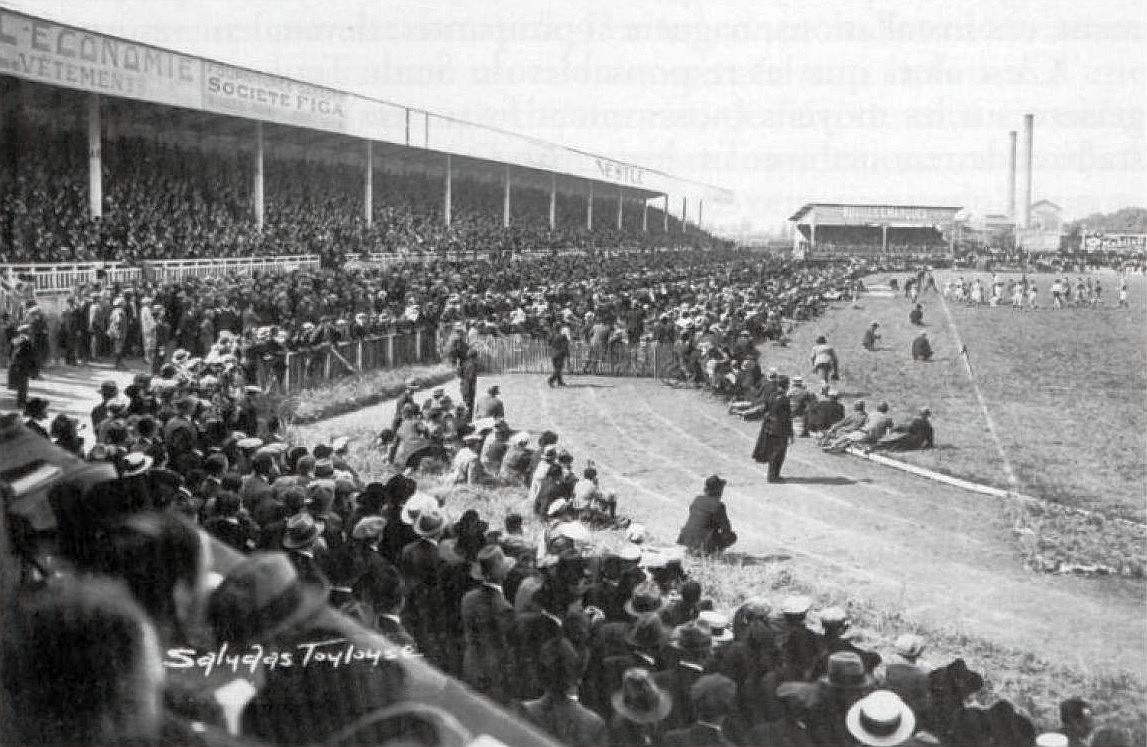
1928, jour de grand match au stade des Ponts-Jumeaux.

## Finales du championnat de France de rugby à XV
Le tableau ci-après détaille les seize finales du Championnat de France de rugby à XV disputées au Stade des Ponts-Jumeaux. On accède à l'article qui traite d'une saison particulière en cliquant sur le score de la finale.
| Date          | Vainqueur          | Score  | Finaliste             | Spectateurs |
| 4 avril 1909  | Stade bordelais    | 17-0   | Stade toulousain      | 15 000      |
| 31 mars 1912  | Stade toulousain   | 8-6    | Racing club de France | 15 000      |
| 3 mai 1914    | USA Perpignan      | 8-7    | Stadoceste tarbais    | 15 000      |
| 29 mai 1927   | Stade toulousain   | 19-9   | Stade français Paris  | 20 000      |
| 6 mai 1928    | Section paloise    | 6-4    | US Quillan            | 20 000      |
| 19 mai 1929   | US Quillan         | 11-8   | FC Lézignan           | 20 000      |
| 13 mai 1934   | Aviron bayonnais   | 13-8   | Biarritz olympique    | 18 000      |
| 12 mai 1935   | Biarritz olympique | 3-0    | USA Perpignan         | 23 000      |
| 10 mai 1936   | RC Narbonne        | 6-3    | AS Montferrand        | 25 000      |
| 2 mai 1937    | CS Vienne          | 13-7   | AS Montferrand        | 17 000      |
| 8 mai 1938    | USA Perpignan      | 11-6   | Biarritz olympique    | 24 600      |
| 30 avril 1939 | Biarritz olympique | 6-0 AP | USA Perpignan         | 23 000      |
| 13 avril 1947 | Stade toulousain   | 10-3   | SU Agen               | 25 000      |
| 18 avril 1948 | FC Lourdes         | 11-3   | RC Toulon             | 29 753      |
| 15 mai 1949   | Castres olympique  | 3-3 AP | Stade montois         | 29 501      |
| 22 mai 1949   | Castres olympique  | 14-3   | Stade montois         | 23 000      |
| 16 avril 1950 | Castres olympique  | 11-8   | Racing club de France | 25 000      |

## Équipe de France de football
Le Stade des Ponts-Jumeaux a reçu le premier match de l'histoire entre l'équipe de France de football et l'équipe du Portugal devant 16 000 spectateurs.
| Date          | Match             | Score | Compétition  | Affluence |
| ------------- | ----------------- | ----- | ------------ | --------- |
| 18 avril 1926 | France - Portugal | 4-2   | Match amical | 16 000    |